# Mort non naturelle d’un enfant naturel
Mort non naturelle d'un enfant naturel est un téléfilm dramatique français réalisé en 1979 par Roger Kahane, pour la série Les Dossiers éclatés de Pierre Dumayet et Pierre Desgraupes.

## Fiche technique
Le scénario est de Pierre Desgraupes.

## Distribution
- Gérard Desarthe : le marquis
- Dominique MacAvoy : la marquise
- Renée Faure : Mme de Baudreville
- Jean Lanier : le père du marquis
- Clément Harari : Riffard
- Jean-Luc Azra : Menaldo
- Mathieu Vermesh : le camarade
- Bruno Balp : le juge d'instruction
- Gilbert Bahon : l'abbé Masnet
- Nicole Dubois : Maria
- Martine Vandeville : la femme de chambre
- Chloé Caillat : l'institutrice
- Fred Personne : le Père Bésin
- Eugène Berthier : Isidore
- Jean-Paul Dubois : le secrétaire
- Simon Eine : l'abbé Rosselot
- Raymond Danjou : l'avocat
- Samson Fainsilber : le président
- Nicolas Dumayet : l'expert